# Benešov nad Černou
Benešov nad Černou är en ort i Tjeckien.   Den ligger i regionen Södra Böhmen, i den södra delen av landet, 150 km söder om huvudstaden Prag. Benešov nad Černou ligger 659 meter över havet och antalet invånare är 1 259.
Terrängen runt Benešov nad Černou är kuperad österut, men västerut är den platt. Runt Benešov nad Černou är det mycket glesbefolkat, med 6 invånare per kvadratkilometer. Närmaste större samhälle är Kaplice, 9,8 km väster om Benešov nad Černou. I omgivningarna runt Benešov nad Černou växer i huvudsak blandskog.